# Nižný Tvarožec
Nižný Tvarožec este o comună slovacă, aflată în districtul Bardejov din regiunea Prešov. Localitatea se află la altitudinea de 420 m deasupra n.m., se întinde pe o suprafață de 11,16 km2 și în 2017 număra 530 de locuitori. Se învecinează cu Vyšný Tvarožec și Cigeľka.

## Istoric
Localitatea Nižný Tvarožec este atestată documentar din 1355.

## Demografie
| An:                | 1994 | 2004   | 2014    | 2024   |
| ------------------ | ---- | ------ | ------- | ------ |
| Număr de persoane: | 460  | 460    | 526     | 570    |
| Diferență:         |      | +1,42% | +14,34% | +8,36% |

| An:                | 2023 | 2024   |
| ------------------ | ---- | ------ |
| Număr de persoane: | 569  | 570    |
| Diferență:         |      | +0,17% |